# Liste der Kulturdenkmale in Lichtenberg (Landkreis Bautzen)

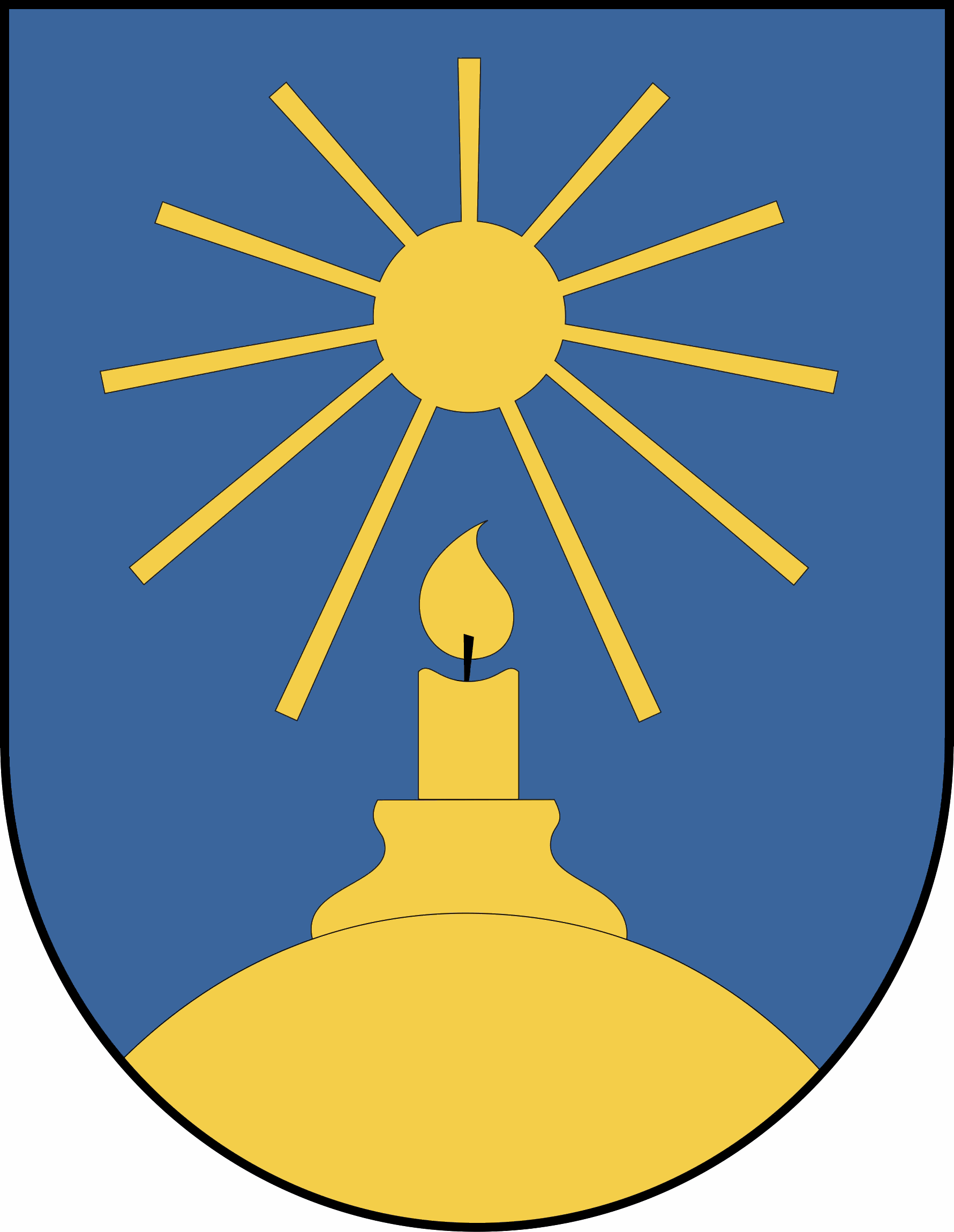
Wappen

In der Liste der Kulturdenkmale in Lichtenberg sind die Kulturdenkmale der sächsischen Gemeinde Lichtenberg verzeichnet, die bis Juli 2017 vom Landesamt für Denkmalpflege Sachsen erfasst wurden (ohne archäologische Kulturdenkmale). Die Anmerkungen sind zu beachten.
Diese Liste ist eine Teilliste der Liste der Kulturdenkmale im Landkreis Bautzen.

## Lichtenberg
| Bild                                    | Bezeichnung                                                                                                 | Lage                                                        | Datierung                                                                         | Beschreibung | ID       |
| --------------------------------------- | --- | ----------------------------------------------------------- | --------------------------------------------------------------------------------- | --- | -------- |
|                                         | Gemeindeamt                                                                                                 | Hauptstraße 11 (Karte)                                      | Bezeichnet mit 1930                                                               | Zeittypischer Putzbau über unregelmäßigem Grundriss, gebaut vom Architekten Gräfe aus Kamenz, baugeschichtlich und ortsgeschichtlich von Bedeutung, vorkragende Ecke | 09275660 |
|                                         | Wohnhaus und Scheune im Winkel                                                                              | Hauptstraße 14 (Karte)                                      | Um 1850                                                                           | Beide Gebäude Obergeschoss Fachwerk verbrettert, baugeschichtlich und wirtschaftsgeschichtlich von Bedeutung | 09275661 |
| Weitere Bilder                          | Wohnhaus | Hauptstraße 23 (Karte)                                      | Um 1910                                                                           | Putzbau mit Zierfachwerk im traufseitigen Giebel, Eckladen, baugeschichtlich von Bedeutung, abgerundete Ecke mit aufwendiger Portalgestaltung, Zierfachwerk im Giebel | 09275694 |
| Weitere Bilder                          | Gasthof | Hauptstraße 35 (Karte)                                      | Bezeichnet mit 1842                                                               | Lang gestreckter verputzter Bruchsteinbau mit Remise und Stall im hinteren Gebäudeteil, bezeichnet im Türstock, profiliertes Traufgesims, Krüppelwalmdach, baugeschichtlich und ortsgeschichtlich von Bedeutung | 09275692 |
| Weitere Bilder                          | Nördliches und südliches Wohnstallhaus eines Bauernhofes                                                    | Hauptstraße 41 (Karte)                                      | Vor 1850; 2. Hälfte 19. Jahrhundert                                               | Nördliches Wohnstallhaus Obergeschoss Fachwerk verbrettert, südliches Wohnstallhaus massiv, baugeschichtlich von Bedeutung, Fachwerkhaus Erdgeschoss massiv, Bruchstein, bis 2012 irrtümlich auch Hausnummer 41a angegeben, laut ALK-Daten besitzen beide Gebäude die Hausnummer 41. Nördliches Wohnstallhaus abgerissen. | 09275678 |
|                                         | Wohnstallhaus                                                                                               | Hauptstraße 43a (Karte)                                     | Um 1850                                                                           | Obergeschoss Fachwerk verbrettert, baugeschichtlich von Bedeutung, bis 2012 unter Hauptstraße 43 in der Denkmalliste geführt, laut ALK-Daten Hausnummer 43a | 09275680 |
| Weitere Bilder                          | Wohnhaus | Hauptstraße 58 (Karte)                                      | Um 1850                                                                           | Obergeschoss Fachwerk verbrettert, baugeschichtlich von Bedeutung, Erdgeschoss massiv untersetzt | 09275681 |
|                                         | Wohnhaus | Hauptstraße 68 (Karte)                                      | Um 1900                                                                           | Putzbau mit übergiebeltem Mittelrisalit, baugeschichtlich von Bedeutung, verschiedene Fensterbedachungen, vorgezogene Mitte mit Giebel, mit Aufsätzen an den Ecken | 09275682 |
| Weitere Bilder                          | Wohnhaus (Umgebinde) über winkligem Grundriss                                                               | Hauptstraße 80 (Karte)                                      | Bezeichnet mit 1855                                                               | Obergeschoss Fachwerk verbrettert, baugeschichtlich von Bedeutung, bezeichnet im Türsturz | 09275684 |
| Weitere Bilder                          | Kirche mit Kirchhof und Kirchhofstor, Denkmal für die Gefallenen des Ersten Weltkrieges sowie drei Grabmale | Kirchweg (Karte)                                            | 1840 (Kirche); um 1800 (Grabmal); nach 1836 (Grabmal); nach 1918 (Kriegerdenkmal) | Kirche achteckiger Zentralbau, verputzter Bruchsteinbau mit Zeltdach, Sakristei im Osten, an der Westseite quadratischer Turm mit achteckigem Glockengeschoss und Helm, baugeschichtlich und künstlerisch von Bedeutung. Kirche achteckiger Zentralbau mit umlaufenden doppelten Holzemporen. Kriegerdenkmal: Granitkubus mit stufenförmigem Abschluss. Byzantinisch-historisierender Stil; mit doppelten Holzemporen und Kuppel auf acht Pfeilern, nach Entwürfen von Ernst Hermann Arndt durch Baumeister Christian Gottlieb Ziller erbaut.                                               | 09275669 |
|                                         | Schulgebäude                                                                                                | Mittelbacher Straße 12 (Karte)                              | Um 1860                                                                           | Baugeschichtlich und ortsgeschichtlich von Bedeutung, mit Zahnschnittfries unter der Traufe | 09275662 |
|                                         | Westliches Wohnhaus, östliche Scheune und nördliches Seitengebäude eines Bauernhofes                        | Mittelbacher Straße 26, 26d (Karte)                         | 2. Hälfte 19. Jahrhundert                                                         | Baugeschichtlich und wirtschaftsgeschichtlich von Bedeutung. - Wohnhaus (Nummer 26d): stattlicher Bau mit drei Rundbogenfenstern im Giebel, Sandsteingewände - Scheune massiver Bruchsteinbau - südliche Seitengebäude bereits erheblich verändert - nördliche Seitengebäude (ehemalige Stallungen) noch authentisch hinsichtlich Kubatur und Proportionen sowie als strukturbildende Elemente - straßenseitige Einfriedung bestehend aus Natursteinmauersockel, an Rundung gemauertem Abschnitt mit Putzdekor, gemauerten verputzten Pfosten und hölzernen Zaunfeldern, kein Einzeldenkmal | 09275664 |
|                                         | Wohnhaus | Parkweg 6 (Karte)                                           | 2. Hälfte 19. Jahrhundert                                                         | Obergeschoss Fachwerk verbrettert, baugeschichtlich von Bedeutung | 09275690 |
| Direkt Bild zu diesem Denkmal hochladen | Turnhalle                                                                                                   | Parkweg 12, 12a (Karte)                                     | Um 1925                                                                           | Breit gelagerter Putzbau mit übergiebeltem Mittelrisalit, Pilastergliederung, Walmdach, baugeschichtlich und ortsgeschichtlich von Bedeutung | 09275689 |
| Weitere Bilder                          | Wohnstallhaus, Scheune, Seitengebäude und zweites Wohnstallhaus eines Dreiseithofes                         | Parkweg 16 (Karte)                                          | Um 1850 (Wohnstallhaus); um 1910 (Wohnstallhaus); bezeichnet mit 1910 (Scheune)   | Wohnstallhaus Putzbau mit drei Rundbogenfenstern im Giebel, Drempel, Satteldach, Scheune Putzbau mit Halbgeschoss und Tordurchfahrt zum Feld, Seitengebäude Putzbau mit Wagenunterständen, zweites Wohnstallhaus Obergeschoss Fachwerk verbrettert, Satteldach, baugeschichtlich und wirtschaftsgeschichtlich von Bedeutung | 09275688 |
| Weitere Bilder                          | Nordöstliche Scheune, östliche Scheune und Toreinfahrt mit drei Granitpfeilern                              | Pulsnitzer Straße 5 (Karte)                                 | 2. Hälfte 19. Jahrhundert (Scheune); bezeichnet mit 1857 (Granitpfeiler)          | Nordöstliche Scheune Obergeschoss Fachwerk verbrettert, östliche Scheune Putzbau mit Satteldach und Dachhecht, baugeschichtlich und wirtschaftsgeschichtlich von Bedeutung, zweite Scheune mit weitem Dachüberstand und Hechtgaupe | 09275671 |
| Direkt Bild zu diesem Denkmal hochladen | Wohnhaus | Seitenstraße 10 (Karte)                                     | Um 1850                                                                           | Obergeschoss Fachwerk, ohne seitlichen Anbau, baugeschichtlich von Bedeutung | 09275674 |
| Direkt Bild zu diesem Denkmal hochladen | Wohnstallhaus                                                                                               | Seitenstraße 23 (Karte)                                     | Um 1850                                                                           | Obergeschoss Fachwerk verbrettert, baugeschichtlich von Bedeutung | 09275676 |
| Direkt Bild zu diesem Denkmal hochladen | Ehemalige Funkstation mit Stahlgerüst-Turm und zwei Wohnhäusern                                             | Steinbergsiedlung 6, 7, 8 (Karte)                           | 1937                                                                              | Ortsgeschichtlich und technikgeschichtlich von Bedeutung, schlichte Massivbauten mit Walmdächern, verputzt. Stand bis 2003 unter „Steinbergsiedlung 1–8“ in der Denkmalliste. | 09275657 |
| Weitere Bilder                          | Gasthof mit Saalanbau                                                                                       | Steinstraße 14 (Karte)                                      | 2. Hälfte 19. Jahrhundert                                                         | Putzbauten, Saalanbau mit übergiebeltem Seitenrisalit und hohen rundbogig abgeschlossenen Fenstern, baugeschichtlich und ortsgeschichtlich von Bedeutung | 09275663 |
| Direkt Bild zu diesem Denkmal hochladen | Wohngebäude mit rückwärtigem Flügel eines ehemaligen Jugendheims                                            | Straße der Jugend 9 (Karte)                                 | Nach 1933                                                                         | Später Sportlerheim, ohne seitlichen Anbau, baugeschichtlich und ortsgeschichtlich von Bedeutung, mit Dachhäuschen und gedoppelten Fenstern (obere Fensterreihe bündig mit Wand) | 09275675 |
| Weitere Bilder                          | Zwei Straßenbrücken über die Kleine Röder                                                                   | Wachauer Straße (an der Gemarkungsgrenze zu Wachau) (Karte) | 19. Jahrhundert                                                                   | Einbogige Bruchsteinbrücken, eine mit beschriftetem Schlussstein, baugeschichtlich von Bedeutung, Brücken wurden ursprünglich unter Gemeinde Wachau, Ortsteil Wachau in der Denkmalliste geführt, laut ALK-Daten Gemarkung Kleindittmannsdorf | 09284550 |
| Weitere Bilder                          | Körnermühle; Wohnmühlenhaus mit Müllerwappen eines Mühlenanwesens                                           | Wachauer Straße 20 (Karte)                                  | Bezeichnet mit 1878                                                               | Putzbau mit drei rundbogigen Fenstern im Giebel, Müllerwappen am Giebel, baugeschichtlich und ortsgeschichtlich von Bedeutung, massiver Putzbau, am Giebel bezeichnet mit 1878, drei rundbogige Fenster im Giebel | 09275685 |

## Kleindittmannsdorf
| Bild                                    | Bezeichnung                                                                                | Lage                               | Datierung                                                      | Beschreibung | ID       |
| --------------------------------------- | ------------------------------------------------------------------------------------------ | ---------------------------------- | -------------------------------------------------------------- | --- | -------- |
| Direkt Bild zu diesem Denkmal hochladen | Denkmal für die Gefallenen des Ersten Weltkrieges                                          | Dorfstraße (Karte)                 | Nach 1918                                                      | Ortsgeschichtlich von Bedeutung | 09275969 |
| Direkt Bild zu diesem Denkmal hochladen | Wohnstallhaus und zwei Granitpfeiler der Hofeinfahrt                                       | Dorfstraße 3 (Karte)               | Um 1850 (Wohnstallhaus); bezeichnet mit 1889 (Pfeiler)         | Obergeschoss Fachwerk, baugeschichtlich von Bedeutung | 09275963 |
| Direkt Bild zu diesem Denkmal hochladen | Wohnstallhaus, nördliche Scheune und drei Granitpfeilern der Hofeinfahrt eines Bauernhofes | Dorfstraße 8 (Karte)               | 1862                                                           | Baugeschichtlich und wirtschaftsgeschichtlich von Bedeutung, Wohnstallhaus mit Drillingsfenstern im Giebel, Einfahrtspfeiler mit Kämpferplatte                                                                                         | 09275962 |
| Direkt Bild zu diesem Denkmal hochladen | Ländliches Wohnhaus                                                                        | Dorfstraße 18 (Karte)              | 2. Hälfte 19. Jahrhundert                                      | Schlichter Putzbau mit Sandsteingewänden, Satteldach, baugeschichtlich von Bedeutung, Sandsteingewände | 09275976 |
| Weitere Bilder                          | Wohnhaus und drei Hofeinfahrtspfeiler mit Zapfenaufsätzen                                  | Dorfstraße 34 (Karte)              | Um 1900                                                        | Baugeschichtlich von Bedeutung | 09275970 |
| Direkt Bild zu diesem Denkmal hochladen | Büttnermühle; Wasserrad und Haupttransmission einer Mühle sowie Mühlgraben                 | Großnaundorfer Straße 1, 2 (Karte) | Um 1950                                                        | Wasserrad in Holländerverband, technikgeschichtlich von Bedeutung | 09275971 |
|                                         | Müllerwappen der ehemaligen Knochenmühle                                                   | Großnaundorfer Straße 5 (Karte)    | 2. Hälfte 19. Jahrhundert                                      | Über der Tür des modernisierten Wohnmühlenhauses, ortsgeschichtlich von Bedeutung, Gebäude ist kein Denkmal | 09277661 |
| Weitere Bilder                          | Eisolds Mühle; Eisoldmühle; Wohnmühlenhaus und Mühlentechnik mit Sägegatter                | Röderstraße 2 (Karte)              | Bezeichnet mit 1856 (Mühle); um 1910 (Sägegatter)              | Baugeschichtlich und technikgeschichtlich von Bedeutung, Wohnhaus bezeichnet mit 1856 (im Flachbogenportal), Sägegatter der Firma Blume und Sohn (Bromberg Prinzenthal), ca. 1910                                                      | 09275973 |
| Weitere Bilder                          | Richters Mühle; Richtermühle; Wohnmühlenhaus mit im Winkel stehender Scheune               | Röderstraße 5 (Karte)              | Um 1800                                                        | Beide Gebäude Obergeschoss Fachwerk, baugeschichtlich und ortsgeschichtlich von Bedeutung | 09275974 |
| Direkt Bild zu diesem Denkmal hochladen | Wohnhaus mit winkligem Seitengebäude und Scheune eines Dreiseithofes sowie Stützmauern     | Seitenweg 6 (Karte)                | 1885 (Bauernhaus); 1906 (Scheune)                              | Baugeschichtlich und wirtschaftsgeschichtlich von Bedeutung, Stützmauern aus Granitbruchstein | 09275965 |
| Direkt Bild zu diesem Denkmal hochladen | Wohnhaus                                                                                   | Seitenweg 10 (Karte)               | 1. Hälfte 19. Jahrhundert                                      | Obergeschoss Fachwerk, baugeschichtlich von Bedeutung | 09275966 |
| Direkt Bild zu diesem Denkmal hochladen | Östliches Wohnstallhaus und nördliche Scheune eines Dreiseithofes                          | Seitenweg 12 (Karte)               | 1. Hälfte 19. Jahrhundert (Wohnstallhaus); nach 1900 (Scheune) | Wohnstallhaus Obergeschoss Fachwerk, zum Teil verbrettert, verbretterter Außenaufgang, Scheune zum Teil verbrettert, mit großem Holztor, baugeschichtlich und wirtschaftsgeschichtlich von Bedeutung, bildet Dreiseithof mit Nummer 14 | 09275967 |

## Streichungen von der Denkmalliste

### Streichungen von der Denkmalliste (Kleindittmannsdorf)
| Bild                                    | Bezeichnung                                          | Lage                            | Datierung                 | Beschreibung | ID       |
| --------------------------------------- | ---------------------------------------------------- | ------------------------------- | ------------------------- | --- | -------- |
| Direkt Bild zu diesem Denkmal hochladen | Wohnstallhaus                                        | Dorfstraße 13 (Karte)           |                           | Obergeschoss mit verputztem Fachwerk, Sandsteintrog                                                                             |          |
| Direkt Bild zu diesem Denkmal hochladen | Zweiseithof (Hakenhof) mit Wohnstallhaus und Scheune | Dorfstraße 15 (Karte)           |                           | |          |
| Direkt Bild zu diesem Denkmal hochladen | Wohnhaus                                             | Großnaundorfer Straße 3 (Karte) | 2. Hälfte 19. Jahrhundert | Obergeschoss Fachwerk verbrettert, zur Knochenmühle gehörend, baugeschichtlich von Bedeutung; zwischen 2011 und 2015 abgerissen | 09275972 |
| Direkt Bild zu diesem Denkmal hochladen | Wohnstallhaus                                        | Seitenweg 7 (Karte)             | Um 1850                   | Obergeschoss mit verputztem Fachwerk                                                                                            |          |
| Direkt Bild zu diesem Denkmal hochladen | Ehemalige Schule                                     | Seitenweg 13 (Karte)            | Ende 19. Jahrhundert      | Heute Wohnhaus |          |

### Streichungen von der Denkmalliste (Lichtenberg)
| Bild                                    | Bezeichnung                                             | Lage                           | Datierung       | Beschreibung                                                               | ID       |
| --------------------------------------- | ------------------------------------------------------- | ------------------------------ | --------------- | -------------------------------------------------------------------------- | -------- |
| Weitere Bilder                          | Wohnhaus                                                | Hauptstraße 31 (Karte)         | Um 1880         |                                                                            |          |
| Direkt Bild zu diesem Denkmal hochladen | Wohnstallhaus                                           | Hauptstraße 47 (Karte)         |                 | abgerissen                                                                 |          |
|                                         | Wohnstallhaus eines Bauernhofes                         | Mittelbacher Straße 28 (Karte) | Nach 1900       | Baugeschichtlich von Bedeutung; nach 2014 von der Denkmalliste gestrichen  | 09275665 |
| Direkt Bild zu diesem Denkmal hochladen | Wohnstallhaus eines Dreiseithofs                        | Mittelbacher Straße 32 (Karte) | Um 1850         | Obergeschoss mit rückseitig verputztem Fachwerk; 2020 nicht mehr vorhanden |          |
| Direkt Bild zu diesem Denkmal hochladen | Wohnstallhaus                                           | Parkweg 4a (Karte)             | 1884            | Obergeschoss mit Fachwerk, Giebel verschiefert                             |          |
| Direkt Bild zu diesem Denkmal hochladen | Wohnstallhaus (ohne Anbau) und Scheune eines Bauernhofs | Seitenstraße 1 (Karte)         | 1939            |                                                                            |          |
| Direkt Bild zu diesem Denkmal hochladen | Wohnstallhaus                                           | Wachauer Straße 22 (Karte)     | 18. Jahrhundert | Mit Knick im Baukörper                                                     |          |

## Tabellenlegende
- Bild: Bild des Kulturdenkmals, ggf. zusätzlich mit einem Link zu weiteren Fotos des Kulturdenkmals im Medienarchiv Wikimedia Commons. Wenn man auf das Kamerasymbol klickt, können Fotos zu Kulturdenkmalen aus dieser Liste hochgeladen werden:
- Bezeichnung: Denkmalgeschützte Objekte und ggf. Bauwerksname des Kulturdenkmals
- Lage: Straßenname und Hausnummer oder Flurstücknummer des Kulturdenkmals. Die Grundsortierung der Liste erfolgt nach dieser Adresse. Der Link (Karte) führt zu verschiedenen Kartendiensten mit der Position des Kulturdenkmals. Fehlt dieser Link, wurden die Koordinaten noch nicht eingetragen. Sind diese bekannt, können sie über ein Tool mit einer Kartenansicht einfach nachgetragen werden. In dieser Kartenansicht sind Kulturdenkmale ohne Koordinaten mit einem roten bzw. orangen Marker dargestellt und können durch Verschieben auf die richtige Position in der Karte mit Koordinaten versehen werden. Kulturdenkmale ohne Bild sind an einem blauen bzw. roten Marker erkennbar.
- Datierung: Baubeginn, Fertigstellung, Datum der Erstnennung oder grobe zeitliche Einordnung entsprechend des Eintrags in der sächsischen Denkmaldatenbank
- Beschreibung: Kurzcharakteristik des Kulturdenkmals entsprechend des Eintrags in der sächsischen Denkmaldatenbank, ggf. ergänzt durch die dort nur selten veröffentlichten Erfassungstexte oder zusätzliche Informationen
- ID: Vom Landesamt für Denkmalpflege Sachsen vergebene, das Kulturdenkmal eindeutig identifizierende Objekt-Nummer. Der Link führt zum PDF-Denkmaldokument des Landesamtes für Denkmalpflege Sachsen. Bei ehemaligen Kulturdenkmalen können die Objektnummern unbekannt sein und deshalb fehlen bzw. die Links von aus der Datenbank entfernten Objektnummern ins Leere führen. Ein ggf. vorhandenes Icon  führt zu den Angaben des Kulturdenkmals bei Wikidata.

## Ausführliche Denkmaltexte
1. ↑  
Sandsteingrabmale auf dem Kirchhof:
  - Grabmal Johanne Eleoneore ? (1783–1836), profilierter Sockel auf rechteckigem Grundriss mit abgeschrägten Kanten, Dekoration der Flächen mit Laub und Mohnkapseln, reich dekorierte Abdeckplatte mit seitlichen Akroterien (muschelförmig), stark verwitterte Seitenwände mit Dekor überzogen
  - spätbarockes Grabmal auf leicht konkav geschwungenem Sockel, zwei Medaillons (ursprünglich möglicherweise Inschriften oder Wappen tragend), darüber kreuzförmig auslaufender oberer Abschluss mit Strahlenkranz, Gottesauge und rahmendem Gewölk
  - Grabplatte mit leicht erhabener, Segment eines Kreises beschreibender Platte mit Inschrift (nur teilweise sichtbar, ein Teil der Platte ist zurzeit im Erdreich eingegraben), oberer Abschluss reiche Dekoration mit Insignien des Abendmahls (Kelch, Oblate, Heiliges Buch), darüber zwei Hände, eine Palmetten geschmückte Krone haltend, fleischiges Blattwerk als Rahmung, nach Auskunft vor Ort wurde dieses Grabmal restauriert und befindet sich jetzt in der Kirche, stand bis 2012 irrtümlich unter Mittelbacher Straße in der Denkmalliste.

Dehio – Handbuch der deutschen Kunstdenkmäler / Sachsen Band 1:
Evangelische Pfarrkirche Lichtenberg. Beachtlicher, auf einer Anhöhe stehender, weithin sichtbarer achteckiger Zentralbau in der Nachfolge der Kirche zu e Lohmen, Kreis Sächsische Schweiz. Hier eine Abwandlung des gestreckten Grundrisses in ein regelmäßiges Oktogon. Neubau 1840/41 nach Plänen von Ernst Hermann Arndt. Verputzter Bruchsteinbau mit Zeltdach, im Osten die Sakristei. An der Westseite quadratischer zweigeschossiger Turm mit achteckigem Glockengeschoss und Helm, dieser von kleinen Dreieckgiebeln umgeben. Die nach oben hin zurückgesetzten Geschosse werden durch stark profilierte Gesimse mit Blendbogenfries betont. Das Innere wird von einer Flachkuppel überfangen, von acht Pfeilern getragen. Doppelgeschossige umlaufende Holzemporen, die Orgelempore eingeschossig und konvex ausschwingend. Schlichter Kanzelaltar aus Holz, sandsteinimitierend bemalt: Sehr schmaler kastenförmiger Aufsatz auf hohem Postament mit drei Medaillons mit den Brustbildern von Luther, Melanchthon und Christus in der Mitte. Taufe mit polygonalem Sandsteinsockel, der Holzdeckel mit stilisierten Palmettenschnitzereien geschmückt, um 1900. Eule-Orgel, 1907/08, Gehäuse von Hornhauer 1844.